# Zlatisjko-Tetevenska Planina
Zlatisjko-Tetevenska Planina (bulgariska: Златишко-Тетевенска Планина) är en bergskedja i Bulgarien.   Den ligger i regionen Lovetj, i den centrala delen av landet, 80 km öster om huvudstaden Sofia.
Omgivningarna runt Zlatisjko-Tetevenska Planina är en mosaik av jordbruksmark och naturlig växtlighet. Runt Zlatisjko-Tetevenska Planina är det ganska glesbefolkat, med 26 invånare per kvadratkilometer.